# Kapellen (Geldern)
Geldern-Kapellen is een deelgemeente van de Duitse gemeente Geldern. Er zijn een kleine drieduizend inwoners. Tot 1969 was het een zelfstandige gemeente. Sinds juni 2020 draagt het dorp de naam Kapellen an der Fleuth.

## Geschiedenis
Kapellen behoorde tot het Overkwartier van Gelder en dus tot de Zuidelijke Nederlanden. In 1701, tijdens de Spaanse Successieoorlog werd de hoofdstad van Gelderland, Gelderen, en het omliggende gebied door Pruisen ingenomen.  Vanaf 1713 werd dit officieel aan Pruisen toegewezen als Pruisisch Opper-Gelre.

## Trivia
- De zanger Johannes Oerding is opgegroeid in Kapellen.

Aengenesch · Geldern · Hartefeld · Kapellen · Lüllingen · Pont · Veert · Vernum · Walbeck